# Alamosa
Alamosa è una città dello Stato federato del Colorado, negli Stati Uniti d'America, capoluogo e centro abitato più popoloso della contea di Alamosa. La popolazione della città era di 8 780 abitanti al censimento del 2010. La città è il centro commerciale della San Luis Valley, nel Colorado centro-meridionale, ed è la sede della Adams State University.

## Geografia fisica
Secondo l'Ufficio del censimento degli Stati Uniti, ha una superficie totale di 5,51 mi² (14,27 km²).

## Storia
Alamosa fu fondata nel maggio 1878 dalla Denver and Rio Grande Railroad e divenne rapidamente un importante centro ferroviario. La ferrovia aveva una vasta struttura di costruzione, riparazione e spedizione ad Alamosa per molti anni e qui aveva sede il suo rimanente servizio a scartamento ridotto con un monitoraggio che raggiungeva molti punti nel sud-ovest del Colorado e nel nord del Nuovo Messico. Alamosa è ora una città turistica notevole con molte attrazioni vicine, tra cui il Great Sand Dunes National Park and Preserve e il Colorado Gators Reptile Park. La città ospita la "Summer Fest on the Rio", che si tiene il primo fine settimana di giugno, lo spettacolo di auto Early Iron durante il weekend della Festa dei lavoratori, e i "Weekends on the Rio", nelle varie domeniche durante l'estate La città prende il nome dall'aggettivo spagnolo alamosa, che significa "pioppo", per le foreste di pioppi che crescono lungo il Rio Grande e in tutta la città.

## Società

### Evoluzione demografica
Secondo il censimento del 2010, la popolazione era di 8 780 abitanti.

### Etnie e minoranze straniere
Secondo il censimento del 2010, la composizione etnica della città era formata dal 69,8% di bianchi, l'1,7% di afroamericani, il 3,2% di nativi americani, l'1,2% di asiatici, lo 0,1% di oceanici, il 19,0% di altre razze, e il 4,9% di due o più razze. Ispanici o latinos di qualunque razza erano il 53,2% della popolazione.